# オバケン
オバケンは、東京都杉並区方南町の住宅街にある、ミッションクリア型のホラーアトラクション（お化け屋敷）。キャッチコピーは「なぜこんな所にお化け屋敷が!?」。グループで歩いて移動する方式で、特色が強くリピーターも多い。ホラープランナーオバケンの監修。2012年にオープンした。映像制作会社のHLCとi.h.s groupが行っている。

## シーズン
「オバケン」方南町のお化け屋敷
- シーズン 1：忘れられた家 （ホラープランナー：オバケン監修）（2012年）
- シーズン 2：赤いハイヒールの女 （ホラープランナー：オバケン監修）（2013年）
- シーズン 3：SIX EXITS「6つの出口」 （ホラープランナー：吉澤ショモジ監修）（2014年）
- シーズン 4：〜迷図〜Meizu〜（ホラープランナー：吉澤ショモジ監修）（2015年〜2016年）
- シーズン 5：畏怖咽び家 （ホラープランナー：吉澤ショモジ監修）（2017年6月23日〜）

## タイアップ・コラボ・イベント
- ウォーキング・デッドの館（2014年10月10日〜12日）
- REC/レックホスピタル（2015年1月24日〜25日）
- オバケンゾンビランドinサンリオピューロランド（2015年5月6日）
- 名古屋テレビ　オバケンランドinオアシス21（2015年8月7日〜31日）
- オバケンx闇芝居「鍵鎖入院」（2016年2月11日〜28日）
- オバケンxTAITO　「サイレントルームズ」博多キャナルシティ（2016年3月12日〜12月3日）
- オバケンゾンビランドinサンリオピューロランド2016（2016年5月7日/5月14日）
- オバケンxTAITO　「オバケンゾンビパーク甲府」（2016年11月20日）
- オバケンxTAITO　「サイレントルームズ２」博多キャナルシティ（2016年12月10日〜2017年10月15日）
- オバケンxTAITOx鹿島アントラーズ　カシマゾンビスタジアム　（2017年5月3日）
- オバケンゾンビランドinサンリオピューロランド2017（2017年6月10日/17日）
- DARK GAME　リアルRPG/LARPイベント（2016年12月2日〜現在不定期にイベント開催中）
- ZOMBIE ESCAPE AT テレビ静岡（2017/10/28〜29）
- オバケンゾンビランドinサンリオピューロランド2017（2017年6月10日/17日）
- 三面姧邪2018年2月14日〜2月19日
- 2018年3月11日「呪霊院葬南堂−JUREIN HOUNANDO−」
- 2018年7月14日（土）ゾンビパンデミックwith鹿島アントラーズ　カシマゾンビスタジアム・2
- 白い家10月24日（水）〜10月29日（月）
- オバケン×ワンピースタワー 難破船からの訪問者〜蘇りしミイラの呪い〜 2018年12月2日（日）8（土）14（金）

- 顕現Ⅱ2019年7月10日〜7月16日
- オバケン 狭狂しい家（せまくるしいや） 那須ハイランドパーク（2019年7月20日〜）
  - 獄・狭狂しい家(2019年8月4日〜8月25日)
- 醜悪の棲家（しゅうあくのすみか）（2019年9月25日〜9月29日）
- 顕現〜サタナキアの憑依〜（再）2019年11月20日〜11月25日
- 鈴哭ノ女（スズナキノメ）畏怖咽び家×映画シライサン（2019年12月25日〜2020年1月14日）

- 「Restaurant if」2019年12月28日、30日
- オバケン×ワンピースタワー 難破船からの訪問者〜蘇りしミイラの呪い〜（再公演）2020年2月8日、15日、22日

- 人肉食堂畏怖2020年2月23日（日）24日（月）
- MERRY SLAY　2020年12月22日（火）〜12月29（火）
- 畏怖咽び家　1VS1（ワンバーサスワン）2021：2/5【VS Shomoji】2/6【VS obakensan】2/7【VS Shomoji】
- 凶遡咽び家Ultra hard mode　2021：2/5（金）〜2/7（日）
- リバイバル公演第一弾　三面姧邪　2021年2月23.24.26.28　3月1日　3月4日〜11日
- Glossolalia 2021年3月25（木）〜4月5（月）
- 遺恨の怪談−怨望隠伏−2021年4月25.26ー4月29〜5月5日（赤の章、青の章）
- リバイバル公演第二弾　忘れられた家前編4月22日（木）〜5月3（月）後編5月4（火）〜5月17（月）

- マザーアルペディア〜慈愛の家〜2021年11月6日〜11月23日（火・祝）

- オバケン✕シャブラン神楽坂　Last Order美しい食事2022年4月8日〜5月8日（延長公演）5月9日〜5月15日

## オバケン ホラープランナー
オバケンさん
「オバケン」の創立者。
オバケンシーズン1、2の企画監修およびプロデュースを行った。ゾンビキャンプの仕掛け人でもあり、現在も全体の企画監修を行っている。
吉澤正悟(吉澤ショモジ)
2014年『方南町オバケンシーズン3 SIX EXITS』『ウォーキング・デッドの館』の企画監修を行っている。

## オリジナルイベント
ゾンビキャンプ（2014年：7月〜10月開催）
開催場所：静岡県賀茂郡松崎町　へんな村
日本発のゾンビが出没するへんな村でキャンプをする恐怖と感動のゾンビキャンプ。ゾンビウイルス感染者が続出する。
- 第1回：発生　募集人数　50名
- 第2回：感染　募集人数　100名　※台風の為中止
- 第3回：救出　募集人数　100名
- 第4回：解明（ハードDays)　募集人数　100名
- 第5回：感染リベンジ　募集人数　100名　※台風の為２日目中止

各テーマに沿ったミッションが行われた。

オバケンホテル　ゾンビデイズ　ゴーストデイズ　in白馬（2014年11月22日-24日　 12月5日-7日）
開催場所：長野県白馬村  ホテルカルチャード
オバケンが主催した日本初のホテルをまるごと使用した1泊2日のホラーイベント。長野県白馬村のホテルにて開催。
- ゾンビDayS - ホテル内をゾンビが徘徊数々のミッションが与えられている。
- ゴーストDays - ホテル内で起きた猟奇殺人事件を解明する為のミッションが与えられている。

ゾンビキャンプ2015（2015年：7月〜10月開催）
開催場所：静岡県賀茂郡松崎町　へんな村
・1st 7月4日（土）〜 7月5日（日） 80名
・2nd 7月18日（土）〜 7月19日（日） 80名　※台風の為２日目中止
・3rd 8月25日（火）〜 8月26日（水）  80名
・4th 特別編 9月20日（日）〜 9月21日（月） 80名

オバケンラン　ゾンビデイズ in川場スキー場　（2015年10月18日）
開催場所：群馬県川場村　川場スキー場
世界最大級のお化け屋敷ランが今ここに誕生する。  走れ　そして　生き残れ。  ただ走るだけではないミッションクリア型の新感覚ゾンビラン登場。
「ギネス記録世界最長の1,290mお化け屋敷」を遥かに超えた、合計約5,000m（5km)のフィールドで繰り広げられるホラー体験。
ゾンビ映画の主人公になった様な世界の中で、あなたは無事生き残る事が出来るか？

オバケンホテル　USA OB THE DEAD　（2016年1月22日-1月31日）
開催場所：大分県宇佐市  はちまんの郷
東京ドーム2個分、日本最大級の広さで繰り広げられるゾンビVS人間！
凶暴なビーストゾンビから逃げ切り数々のミッションをクリアせよ。  1泊2日の恐怖体験　朝を迎える時、あなたは感染者か？生存者か！？

オバケンホテル　ブラッディデイズ　in白馬（2016年6月4日-5日・6月18日-19日）
開催場所：長野県白馬村  ホテルカルチャード
今回は、食人族がテーマの劇型ホラーアトラクション。  ホテル全体を使用し、ホラー映画の世界に入り込んだ様な体験ができる、  究極のホラーエンターテイメント！！

シックスイグジット　inシンガポール（2016年6月6日-30日）
開催場所：シンガポール
2012年に東京方南町で開催されていた伝説のお化け屋敷「SIX EXITS」が  SONY の完全バックアップにより前作を上回るクウォリティーで復活！

オバケンゾンビキャンプ2016（2016年：8月〜9月開催）
開催場所：静岡県賀茂郡松崎町　へんな村
・1st 8月20日（土）〜 8月21日（日） 募集人数　80名
・2nd ９月17日（土）〜 9月18日（日） 募集人数　80名

コルトダウン（2016年9月3日-9月4日）
開催場所：群馬県 川場スキー場  オバケンが仕掛ける全く新しいキャンプイベント。  お客様は近くのキャンプエリアでアウトドアを楽しみながら24時間好きな時間にミッション潜入可能。  方法やルートを考え仲間と共に潜入（ダイブ）せよ！
Y澤精肉店
零狐春とタッグを組んだ本気の謎解きイベント！クリアできるか？！驚かし無しのホラーが苦手な人も挑戦してみよう（※R15、グロ注意）2020年2月17日より開始。続きは順次開催予定